# Cordeiros
Cordeiros is een gemeente in de Braziliaanse deelstaat Bahia. De gemeente telt 8.883 inwoners (schatting 2009).

## Aangrenzende gemeenten
De gemeente grenst aan Condeúba, Piripá en São João do Paraíso (MG).